# DC Entertainment
DC Entertainment, Inc. is een dochtermaatschappij van Warner Bros. dat haar comicboekdivisie en intellectueel eigendom (personages) beheert. Hierdoor kunnen deze gebruikt worden binnen andere divisies van Warner Bros.
In september 2009 maakte Warner Bros. bekend dat DC Comics een dochteronderneming zal worden van DC Entertainment, Inc., en dat Diane Nelson, die directeur van Warner Premiere was, de directeur zal worden van het nieuw gevormde holdingbedrijf. Daarnaast kreeg Paul Levitz, directeur en uitgever van DC Comics, de positie van Contributing Editor en algemene consultant aldaar. DC Comics is sinds 1967 eigendom van Warner Bros.
In oktober 2013 maakte DC Entertainment bekend dat ze in 2015 de kantoren van DC Comics gingen verhuizen van New York naar die van Warner Bros. in Burbank in Californië. De andere divisies, zoals die van animatie, film, televisieseries zijn DC Comics al voorgegaan en zijn daar al in 2010 naar toe verhuisd.
DC Entertainment en Warner Bros. Digital Networks maakte in april 2017 bekend dat zij in 2018 DC Universe lanceren, een digitale service, waarop in ieder geval twee orginalseries op zullen staan.